# الكسندر دراموند
الكسندر دراموند (20 أكتوبر 1888 في المملكة المتحدة - 29 أبريل 1937 في المملكة المتحدة) (بالإنجليزية: Alexander Drummond)‏ هو مصرفي ولاعب كريكت بريطاني (وحمل سابقاً جنسية المملكة المتحدة لبريطانيا العظمى وأيرلندا). لعب مع Buckinghamshire County Cricket Club ‏ ونادي مارليبون للكريكت ‏.

## وصلات خارجية
- الكسندر دراموند على موقع إي آس بي آن كريك إنفو (الإنجليزية)